# Дяволското гърло (водопад)
Вижте пояснителната страница за други значения на Дяволското гърло.
Дяволското гърло е най-високият подземен водопад на Балканския полуостров (42 m). Намира се в пропастната пещера Дяволското гърло на река Триградска.
Залата, в която се излива водопада е наречена „бучащата“, заради силният грохот. Това е втората по височина пещерна зала в България след входната зала на Деветашката пещера. Нейната дължина е 110 m, ширина – 40 m и височина – 35 m.